# Hubert Aiwanger
 (mars 2024).
Hubert Aiwanger, né à Ergoldsbach (district de Landshut, Basse-Bavière) le 26 janvier 1971 , est une personnalité politique allemand qui exerce la profession d'agriculteur.
Il est président de l'Association des Électeurs libres du Land de Bavière, président du Freie Wählergruppe et leader des Électeurs libres au Landtag de Bavière.

## Biographie

### Controverse
En 2023, Hubert Aiwanger est épinglé pour un tract antisémite se moquant de la Shoah qu'il avait rédigé et fait circuler dans son lycée, alors qu'il était âgé de 17 ans. Il tente dans un premier temps de nier les faits, mais son ancien lycée reconnait qu'il avait à l'époque fait l'objet d'une sanction pour ces faits.
Des enquêtes parues depuis dans la presse à partir de témoignages d’anciens camarades de lycée ont révélé qu’il faisait volontiers le salut hitlérien et avait parfois Mein Kampf dans son cartable. Hubert Aiwanger se défend en affirmant : « depuis que je suis adulte, je n’ai été ni un antisémite ni un extrémiste, mais un philanthrope ».